# Trapping
Le trapping (de l'anglais, « piégeage ») désigne dans les arts martiaux une distance de combat très courte (distance d'accrochage), ou bien un type de techniques d'immobilisation de l'adversaire qui permettent la frappe à très courte distance (coups de poing, de coude et de genou).